# Serguéi Kravtsov (regatista)
Serguéi Mijáilovich Kravtsov –en ruso, Сергей Михайлович Кравцов– (Minsk, URSS, 17 de febrero de 1960) es un deportista bielorruso que compitió para la Unión Soviética en vela en la clase Tornado.
Ganó una medalla de oro en el Campeonato Mundial de Tornado de 1988 y una medalla de oro en el Campeonato Europeo de Tornado de 1989.
Participó en tres Juegos Olímpicos de Verano, entre los años 1988 y 1996, ocupando el séptimo lugar en Seúl 1988, en la clase Tornado.

## Palmarés internacional
| \| Representando a la URSS \| \| \| \| \| Campeonato Mundial \| \| \| \| \| Año \| Lugar \| Medalla \| Clase \| \| 1988 \| Tallin (URSS) \| Medalla de oro \| Tornado \| \| Campeonato Europeo \| \| \| \| \| Año \| Lugar \| Medalla \| Clase \| \| 1989 \| Travemünde (RFA) \| Medalla de oro \| Tornado \| |                  |                |         |
| Representando a la URSS |                  |                |         |
| Campeonato Mundial |                  |                |         |
| Año | Lugar            | Medalla        | Clase   |
| 1988 | Tallin (URSS)    | Medalla de oro | Tornado |
| Campeonato Europeo |                  |                |         |
| Año | Lugar            | Medalla        | Clase   |
| 1989 | Travemünde (RFA) | Medalla de oro | Tornado |